# Jean-Louis Leconte
Jean-Louis Leconte (París, 17 de maig de 1948) és un actor, guionista i director de cinema francès.

## Filmografia

### Director de cinema
- 1976 : Chaleurs d'été (curtmetratge)
- 1978 : L'Ombre et la Nuit
- 1983 : Une pierre dans la bouche
- 1990 : Bienvenue à bord !
- 2003 : Portrait caché

### Guionista
- 1983 : Une pierre dans la bouche
- 1986 : Les Longs Manteaux
- 1990 : Bienvenue à bord !
- 1997 : Tenue correcte exigée
- 2003 : Portrait caché
- 2006 : Serko

### Actor
- 1975 : Allégorie

## Distincions
- Césars 1977 : nominació a César al millor curtmetratge de ficció per Chaleur d'été
- 1977 : Al Festival de Canes, Chaleurs d'été, fou nominat al millor curtmetratge de ficció.